# 亞丁 (伊利諾伊州)
亞丁（英語：Aden）是位於美國伊利諾伊州漢密爾頓縣的一個非建制地區。該地的面積和人口皆未知。

## 地理
亞丁的座標為38°14′30″N 88°27′30″W / 38.24167°N 88.45833°W，而該地的平均海拔高度為122米（即400英尺）。